# Canal Defence Light
Canal Defence Light (CDL) – sekretna broń brytyjskiej konstrukcji, używana podczas II wojny światowej. Jedno z „Dziwadeł Hobarta”.
Urządzenie to bazowało na użyciu potężnego reflektora z lampą łukową zamontowanego w wieży czołgu, który wysyłał bardzo mocny strumień światła wartości 13 milionów kandeli. Przeznaczeniem tego wynalazku było użycie go podczas nocnych ataków, kiedy to snop światła miał oznaczać pozycje wroga, drugim zadaniem, które miałaby spełniać ta broń było oślepienie i zdezorientowanie oddziałów nieprzyjaciela, co utrudniać miało prowadzenie skutecznego ognia. Nieprecyzyjna nazwa „Canal Defence Light” miała za zadanie ukryć faktyczne przeznaczenie tego sprzętu.

## Opis
Reflektor montowany był zamiast działa w opancerzonej wieży czołgu. Początkowo do tego celu używany był czołg Mk II Matilda, zastępując jego standardową wieżyczkę nową, cylindryczną, która wyposażana była w atrapę uzbrojenia oraz reflektor „CDL”. W późniejszym okresie, do tego celu wykorzystywano czołg amerykańskiej produkcji – M3 Grant, który był lepszy od swojego poprzednika w kilku kwestiach – był nowocześniejszy, bardziej przestronny oraz szybszy, przez co mógł dotrzymać kroku takim czołgom, jak na przykład M4 Sherman. Zamiast standardowej wieży M3, zamontowano w ich miejsce wieże z reflektorem, pozostawiając jednak uzbrojenie główne w postaci 75 mm działa zamontowanego w kadłubie, które mogło być nadal używane pomimo zainstalowanego w wieżyczce reflektora.
W wieży czołgu uwzględniono miejsce dla operatora reflektora. Światło wydostawało się na zewnątrz poprzez pionową szczelinę o wymiarach około 5 cm × 60 cm, co stosunkowo zmniejszało szanse na uszkodzenie reflektora przez kule. Wiązka światła rozchodziła się pod kątem 19° (poziomo) i 1.9° (pionowo), tworząc silny snop światła szerokości 305 metrów i wysoki na 32 metry, na odległość około 900 metrów. Wieża mogła obracać się o kąt 360°, snop światła natomiast mógł być także obniżany lub podnoszony o maksymalnie 10° w linii poziomej.
Przed pionową szczeliną ustawiona była przesłona. Po włączeniu reflektora przesłona była bardzo szybko otwierana i zamykana, tak że obserwator znajdujący się przed pojazdem widział migocące światło. Światło migające natomiast, oślepiało i dezorientowało nieprzyjaciela wprowadzając chaos w jego szeregach, ze względu na to, że ich oczy nie były w stanie dostosować się do panujących warunków – ani do światła ani do ciemności. Poza tym migotanie utrudniało zlokalizowanie źródła światła, choć reflektor był tak silny, że trudno było patrzeć na niego bezpośrednio nawet z dużych odległości. Reflektor posiadał także niebieskie i bursztynowe filtry, które pozwalały na zmianę koloru światła, na kolor inny niż biały.
Projekt przez długi czas był trzymany w tajemnicy. Pierwszy oficjalny test, „CDL” przeszedł podczas ćwiczeń „Primrose” w roku 1943, w Tighnabruaich, w Szkocji. Jednak stwierdzono, że jest on „zbyt niepewny, by figurował jako główny element inwazji”.

## Jednostki wyposażone w CDL
Do 1944 w zmodyfikowane wieże z zainstalowanym reflektorem została wyposażona dosyć pokaźna liczba (około 2350 sztuk) brytyjskich czołgów M3 Grant. Ze względu na tak dużą ich liczbę, w styczniu 1941 stworzono „11th Royal Tank Regiment” i wyznaczono go w maju 1941, jako jednostkę uzbrojoną w „CDL”. Jednostka była szkolona w Lowther Castle, niedaleko Penrith. W latach 1942–1943 stacjonowała na Bliskim Wschodzie bez udziału w działaniach bojowych, po czym w kwietniu 1944 powróciła do Wielkiej Brytanii. Regiment wylądował na plażach Normandii 12 sierpnia 1944, gdzie także nie brał udziału w walce, dopóki nie włączono ich do składu „42nd Royal Tank Regiment” oraz „49th Royal Tank Regiment”, gdzie zostali przeszkoleni do obsługi amerykańskich amfibii LVT-4, znanymi w brytyjskiej armii jako Buffalo Mark IV.
Z kolei jednostki „42nd Royal Tank Regiment” i „49th Royal Tank Regiment”, były w dużej mierze nieaktywne w działaniach wojennych aż do końca wojny. Po zakończeniu działań wojennych wszystkie trzy jednostki zostały rozwiązane. W „Canal Defence Light”, były także w późniejszym okresie wyposażane inne jednostki, jednak tylko w niewielkich ilościach.

## Służba
„Canal Defence Light” był przez długi czas utrzymywany w tajemnicy, a jej ścisłe przestrzeganie funkcjonowało tak dobrze, że nawet po lądowaniu w Normandii pojazdy te nie zostały użyte, głównie dlatego, że dowódcy jednostek frontowych nie wiedzieli o istnieniu takiego środka bojowego i o możliwościach jego zastosowania. Bezpośrednio po udanej inwazji wiele z czołgów „CDL” zostało ponownie uzbrojonych i przebudowanych na wozy zabezpieczenia technicznego.
„CDL” nigdy nie został użyty zgodnie z celem w jakim go stworzono, jednak wojska amerykańskie użyły go do obrony mostów podczas operacji „Plunder” w marcu 1945. Niemcy próbowali uszkodzić mosty by utrudnić wojskom amerykańskim przeprawę, używając do tego celu nurków i pływających min, które wrzucane były w górze rzeki Ren. Reflektory oświetlały rzekę, poprzez wykonanie sztucznej „poświaty księżycowej”, co pozwalało na wcześniejsze zauważenie niebezpieczeństw w wodzie. Czołgi „CDL” nadawały się bardziej do tego zadania, niż tradycyjne reflektory, gdyż niektóre sektory wschodniego brzegu rzeki nadal były utrzymywane przez siły niemieckie, które do ostrzeliwania pozycji aliantów używały ognia artylerii oraz broni osobistej. Natomiast reflektor, który montowany był w wieżyczce czołgów, a snop światła oświetlał rzekę przez mała szczelinę, nie był narażony (tak samo jak i załoga obsługująca go, chroniona przez pancerz czołgu) na uszkodzenie odłamkiem lub pociskiem wystrzelonym z broni palnej. Za kuriozalny można uznać fakt, że rzeczywiste użycie tego systemu w działaniach bojowych, przypominało jego właściwą nazwę, która miała być fałszywa i zupełnie nie związana z ich zastosowaniem.
Później, kiedy linia frontu przesunęła się dalej na wschód, „CDL” były nadal używane przez inżynierów dokonujących konserwacji mostów do ich oświetlania. Konwencjonalne reflektory, ze względu na większy snop światła oraz ich poręczność bardziej nadawały się do tego celu, jednak nie były one dostępne. Jednak zdarzały się przypadki, kiedy „CDL” były zastępowane przez zdobyte i odnowione niemieckie reflektory.

## Zachowane egzemplarze
Czołg Mk II Matilda, który wyposażony jest w „CDL” jest częścią kolekcji Bovington Tank Museum w hrabstwie Dorset. Jest to jedyny tego typu pojazd, który przetrwał do dziś. Nie zachowały się żadne przykłady zastosowania tego systemu w czołgu M3 Grant.